# محمدحسین رستمی
محمدحسین رستمی (زاده ۱۳۶۴ شهر ری) نظامی و زندانی سیاسی اهل ایران و مدیر سایت عماریون بود که بنا بر روایت سپاه پاسداران، که از صدا و سیما پخش شد، از نیروهای نظامی ایرانی درگیر در سوریه بود که در آنجا شروع به جاسوسی برای اسرائیل کرده و همچنین اطلاعاتی برای آمدنیوز می‌فرستاده‌است. او با انتشار دو فایل صوتی از داخل زندان این اتهامات را تکذیب کرد. وبسایت و کانال تلگرامی آمدنیوز یکی از اولین رسانه‌هایی بودند که خبر بازداشت محمدحسین رستمی را منتشر کردند. رستمی مدعی است دلیل برخورد با آنها افشاگری دربارهٔ فساد هولدینگ یاس و محمود سیف بوده‌است.
رستمی در بخش تفحص در مناطق جنگی کار می‌کرد، واحدی که سپاه پاسداران برای یافتن بقایای کشته‌شدگان جنگ ایران و عراق دارد. او بعدتر در حراست سازمان شهرداری‌ها مشغول به کار شد و پس از آن به وزارت رفاه رفت و سایت عماریون را در سال ۱۳۸۹ راه انداخت. رستمی فعالیت سیاسی‌اش را از ستاد انتخاباتی محمود احمدی‌نژاد و در سال ۱۳۸۴ آغاز کرد. البته او بعدتر، به منتقد او و اسفندیار رحیم مشایی تبدیل شد. 